# Претрж
Претрж (словен. Pretrž) — поселення в общині Моравче, Осреднєсловенський регіон, Словенія. 
Висота над рівнем моря: 502,5 м.